# خانيان (ديزجرود الغربي)
خانیان (بالفارسية: خانیان) هي قرية تقع في إيران في أذربيجان الشرقية. يقدر عدد سكانها بـ 1,118 نسمة .